# 小林美香 (1975年生のアイドル)
小林 美香（こばやし みか、1975年2月10日 - ）は、日本の元アイドル。元桜っ子クラブのメンバー。

## 人物
1991年4月「桜っ子クラブさくら組」の初期メンバーとしてデビュー。1993年3月に卒業。東京都渋谷区出身。身長 165cm。スリーサイズはB 80cm、W 58cm、H 86cm。血液型はA型。オフィスパレットに所属していた。
妹の小林めぐみ（1977年12月5日 - 、血液型はO型）も同じ事務所に所属していた。

## CM
- 永谷園『お茶づけ海苔』
- 森永製菓『チュッパチャップス』その他色々

## コンテスト
- 1990年 アイドル共和国・夢みてアイドル出演
- 1989年 第4回ミスアクションコンテストアイドル賞
- 1990年 東鳩オールレーズンプリンセスコンテスト・プリティ賞

雑誌
ピチレモン